# Cosby (Missouri)
Cosby è un villaggio degli Stati Uniti d'America, situato nello Stato del Missouri, nella contea di Andrew.